# Ириней Лафцис
Ириней (на гръцки: Ειρηναίος, Иринеос) е гръцки духовник, лерински митрополит от 2023 година.

## Биография
Роден е като Мариос Лафцис (Μάριος Λαφτσής) в Дедеагач (Александруполи). Завършва богословие в Солунския университет. Ръкоположен е за дякон в 1997 година и за презвитер през 2002 година от митрополит Антим Дедеагачки. Служи като протосингел на Дедеагачката митрополията (2004 - 2023). На 9 октомври 2023 година е избран за лерински митрополит с 61 гласа (от общо 79 гласували), срещу архимандритите Николаос Кладис (4 гласа) и Стефанос Деврелис (2 гласа, 11 празни гласа и 1 невалиден глас). На 22 октомври 2023 година е ръкоположен в митрополитския храм „Благовещение Богородично“ в Атина за лерински, преспански и еордейски митрополит. Ръкополагането е извършена от архиепископ Йероним II Атински и Гръцки, в съслужение с митрополитите Дамаскин Димотишки, Пантелеймон Ксантийски, Павел Сервийски и Кожански, Антим Дедеагачки, Пантелеймон Маронийски и Гюмюрджински, Давид Гревенски, Юстин Неакринийски и Каламарийски и Серапион Парамитийски.